# Innocence (canção de Björk)
Innocence é uma música da cantora islandesa Björk, segundo single do álbum Volta. Innocence foi escrita por Björk e Timbaland, que também a produziu junto com Danja. Teve seu lançamento em 23 de julho de 2007 em download digital.

## Videoclipe
Björk noticiou que abriria uma competição entre os fãs para que fizessem um vídeo oficial de "Innocence" em 19 de Abril de 2007. Dos 500 vídeos recebidos, cinco foram escolhidos como melhores (dentre esses havia um concorrente do Brasil, o estúdio Terracota Filmes). Porém no dia 7 de gosto de 2007, uma dupla francesa intitulada Fred&Annabelle foi anunciada como a vencedora.
O clipe é uma animação e traz a cantora utilizando a "fantasia" da capa do álbum Volta. Aparecem brinquedos gigantes, espíritos que dançam como índios e muitas cores. No final, a personagem de Björk sai da roupa quebrando-a em pedaços e, na verdade, ela era operária de uma fábrica e estava apenas sonhando.

## Faixas
Digital EP
1. "Innocence" (Mark Stent Radio Edit)
2. "Innocence" (Simian Mobile Disco 12" Remix)
3. "Innocence" (Alva Noto Unitxt Remodel 12" Remix)
4. "Innocence" (Ghostigital Untouchable Innocence Still Amazes Fearless Remix)

## Desempenho nas paradas
| Top (2007)                     | Melhor posição |
| ------------------------------ | -------------- |
| Itália - Singles Chart         | 9              |
| Grécia - Singles Chart         | 16             |
| União Europeia - Singles Chart | 50             |